# Idricerus sogdianus
Idricerus sogdianus là một loài côn trùng trong họ Ascalaphidae thuộc bộ Neuroptera. Loài này được McLachlan in Fedchenko miêu tả năm 1875.